# ハワイにおける日本人移民

ハワイの製糖工場で働く人びと（1910年頃）

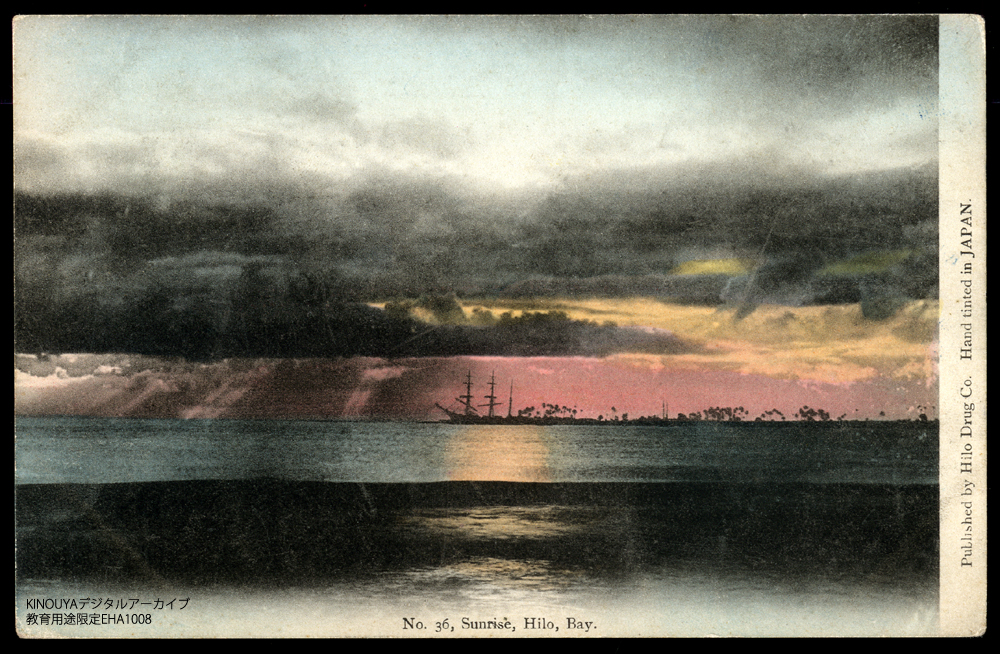
手彩色絵葉書ヒロ湾明治時代

ハワイにおける日本人移民（ハワイにおけるにほんじんいみん、英語：Japanese settlement in Hawaii）とは、1868年以降、労働者として日本からハワイ王国（1893年-1897年ハワイ共和国、1898年のハワイ併合後はアメリカ合衆国ハワイ準州）へ移住していった人びとを指す。1900年までの国や民間企業の斡旋によりやって来た移民を契約移民、以降1908年までの移民を自由移民と呼称する。
ハワイにおける移民は、急増するサトウキビ農園や製糖工場で働く労働者を確保するため、1830年頃より始められ、関税が撤廃された1876年以降にその数が増え始めた。中国、ポルトガル、ドイツ、ノルウェー、スコットランド、プエルトリコなど様々な国から移民が来島したが、日本からやってきた移民が最も多かった。日本からの移民は1868年から開始され、1902年にはサトウキビ労働者の70%が日本人移民で占められるほどとなり、1924年の排日移民法成立まで約22万人がハワイへ渡っている。
移民の多くは契約期間満了後もハワイに定着し、日系アメリカ人としてハワイ社会の基礎を作り上げていった。

## 背景

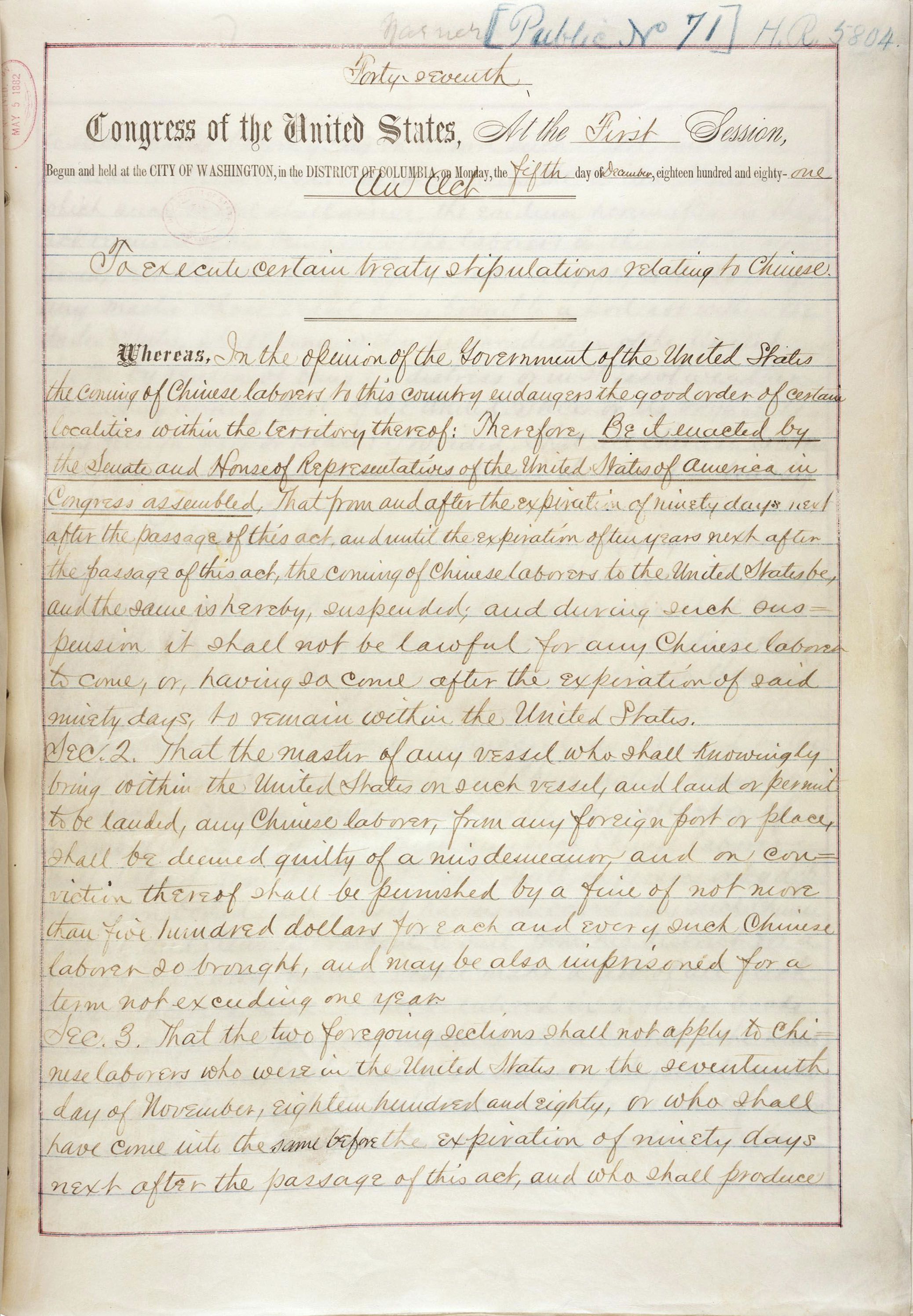
中国人排斥法
（1882年アメリカ）

19世紀初頭、ハワイ王国において摂政カアフマヌが政治的実権を握ると、キリスト教を中心とした欧米文化を取り入れようとする動きが活発化し、彼女に取り入った白人たちが発言力を増すようになる。貿易負債削減のため、それまではネイティブハワイアンの食料としてのみ栽培されていたサトウキビを輸出用資源として大規模生産を行おうとする動きが1835年より開始された。
1850年、外国人による土地私有が認められるようになると、白人の投資家たちの手によってハワイ各地にサトウキビ農場が設立され、一大産業へと急成長した。その後、アメリカ合衆国内において南北戦争が勃発するとこの動きはさらに加速、1876年の関税撤廃に至り、ハワイ王国は世界有数のサトウキビ輸出国となった。
増加する農場に対し、ハワイ王国内のハワイ人のみでは労働力を確保することが困難となり、1830年代より国外の労働力を輸入する方策が模索されはじめ、1852年、3年間という契約で、中国より最初の契約労働者がハワイへ来島した。以降も中国より多数の労働移民がやってきたが、中国人らは定着率が悪く、契約終了後、独自に別の商売を始めたりするなどしたことにより彼らに対する風当たりが強くなったことから、ハワイ政府は中国人移民の数を制限し、他の国から労働力を輸入するようになる。
日本もその対象の一国として交渉が持たれた。1898年、ハワイがアメリカに併合されると、アメリカの中国人排斥法が適用され、中国人の移住が事実上不可能となった。

## 来島の流れ

### 元年者
1860年（万延元年）、日本の遣米使節団がハワイに寄港した際、カメハメハ4世は労働者供給を請願する親書を信託したが、日本は明治維新へと向かう混迷期にあり、積極的な対応がなされずにいた。
カメハメハ5世は、在日ハワイ領事として横浜に滞在していたユージン・ヴァン・リードに日本人労働者の招致について、日本政府と交渉するよう指示した。ヴァン・リードは徳川幕府と交渉し、出稼ぎ300人分の渡航印章の下附を受ける。その後日本側政府が明治政府へと入れ替わり、明治政府はハワイ王国が条約未済国であることを理由に、徳川幕府との交渉内容を全て無効化した。
しかし、すでに渡航準備を終えていたヴァン・リードは、1868年（慶応4年／明治元年）5月17日（旧暦4月25日）、サイオト号で153名の日本人を、無許可でホノルルへ送り出した。こうして送られた初の日本人労働者は、明治初年の元年者（がんねんもの）と呼ばれた。
153人のうち、少なくとも男性50人、女性6人は、「契約と実際の状況が違う」と年季明けを待たずに1870年（明治2年）に帰国した。一方で、元年者の中にはリーダーの牧野富三郎（宮城県石巻市出身）、最年少の石村市五郎（13歳）、マウイ島で102歳の生涯を終えた石井千太郎（岡山県の侍）、ハワイ人女性と結婚してワイピオ渓谷に住んで子孫を残した佐藤徳次郎（東京・京橋）など、後の日系移民の語り草になった人たちがいた。
日本側は自国民を奪われたとして、1869年（明治2年）に上野景範と三輪甫一をハワイに派遣し、抗議を行った。折衝の結果、契約内容が異なるとして40名が即時帰国し、残留を希望した者に対しての待遇改善を取り付けた。この事件を契機として日本とハワイの通商条約が議論され、1871年（明治4年）8月、日布修好通商条約が締結された。

### 契約移民

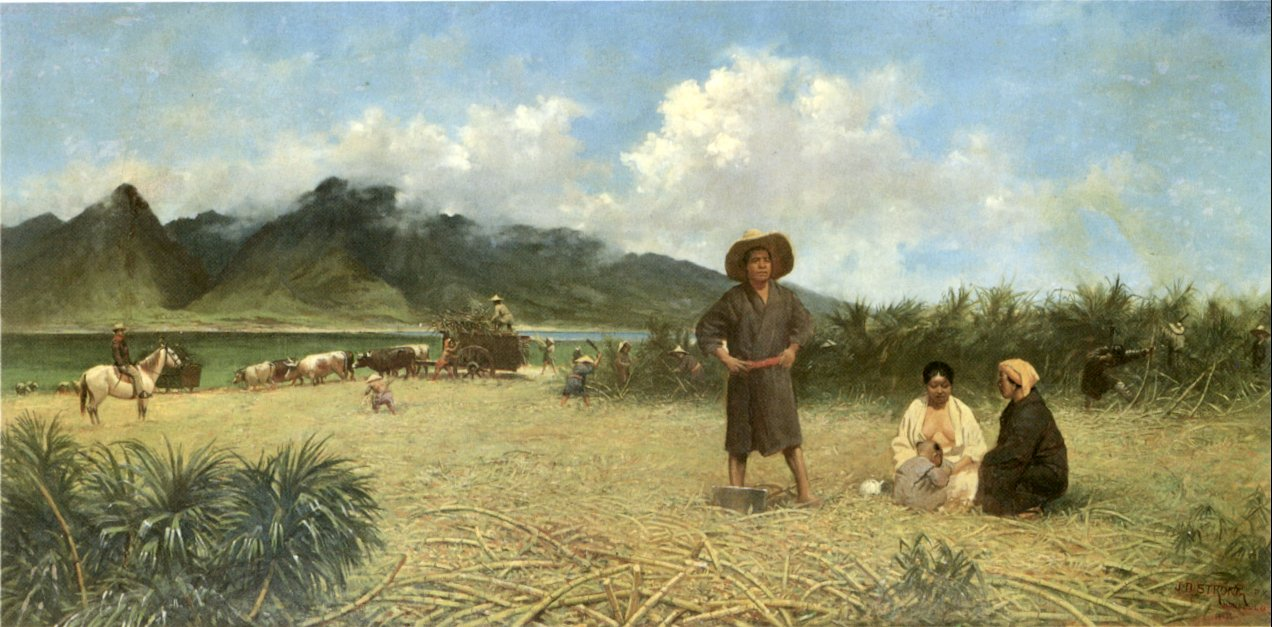
『明治拾八年に於ける布哇砂糖耕地の情景』
Joseph Dwight Strong、1885年

1886年（明治19年）1月28日、日布移民条約が結ばれ、ハワイへの移民が公式に許可されるようになり、政府の斡旋した移民は官約移民と呼ばれた。1894年に民間に委託されるまで、約29,000人がハワイへ渡った。
1884年、最初の移民600人の公募に対し、28,000人の応募があり、946名（異説あり）が「シティ・オブ・トウキョウ」に乗り込み、ハワイへと渡った。この時期の移民者には、江戸時代に幕府通訳官として活躍しハワイの移民監督官を8年務めた後、商会を設立して菊正宗を輸出して財産を築き、社会事業に尽力した木村斉次、ワイアケア耕作地の監督もした星名謙一郎、牧師の岡部次郎、勉学ののちにロサンゼルスに渡った実業家の甲斐政次郎、同地において日本人として初めて商店主となり、成功を納めるも、白人達からの嫉妬を買い、リンチにより殺害された後藤濶などがいる。
官約移民は「3年間で400万円稼げる」といったことを謳い文句に盛大に募集が行われたが、その実態は人身売買に類似し、半ば奴隷に近かった。労働は過酷で、現場監督（ルナ）の鞭で殴る等の酷使や虐待が行われ、1日10時間の労働で、休みは週1日、給与は月額10ドルから諸経費を差し引かれた金額であった。これは労働者が契約を満了することを義務付けられたハワイの法律（通称、主人と召使法）に起因するところが大きい。仕事を中途で辞めることが法的に認められていなかったのである。
官約移民制度における具体的な交渉は、後に「移民帝王」とも揶揄される在日ハワイ総領事ロバート・W・アーウィンに一任されていた。井上馨と親交を持ち、その関係から三井物産会社を用いて日本各地から労働者を集め、その仲介料を日本・ハワイの双方から徴収するなど、莫大な稼ぎを得ていた。アーウィンとの仲介料の折り合いが合わず、1894年の26回目の移民をもって官約移民制度は廃止された。

### 民間移民会社
1894年の官約移民の廃止と同時期に、弁護士の星亨が日本政府に働きかけ、民間移民会社が認可されることとなり、以後は日本の民間会社を通した斡旋（私約移民）が行われるようになった。1896年（明治29年）には移民者送り出しの多かった熊本に、井上敬次郎が熊本移民会社を設立した。
日本との移民事業を行う会社が30社以上設立され、特に広島海外渡航会社、森岡商会、熊本移民会社、東京移民会社、日本移民会社は五大移民会社と呼ばれ、勢力を誇った。当時の国際取引銀行は英国HSBCの協力で設立された横浜正金銀行であったが、移民会社らは共同で私設の京浜銀行も設立し、移民労働者の郷里送金の代行業務などを行っていた。
日本人移民の急増で、労働者支配の弱体化を怖れたアメリカ人農園経営者たちは、自らの支配力強化のため異民族の移民同士の対立を利用することを企図し、日中移民のほかに、1903年から韓国人の移民を推進した（当時、中国人移民は5万人、日本人移民は18万人いた）。また、ハワイより賃金の高いカリフォルニア（ロサンゼルスのリトル・トーキョー、サンフランシスコのジャパンタウンなどの日本人街）に移る日系移民も増えていった。
1898年のハワイ併合、1908年の日米紳士協約などにより日系の移民会社は全て消滅した。これ以降、移民の家族はいったん日本へ帰国し、再度移住を希望する帰米者のみ移住が許可されるようになり、そうした者も1924年の移民法成立により、日本人のハワイへの移住は事実上不可能となった。

### その後
その後定住した日本人移民の子孫が増加したことから、ハワイの全人口における日本人移民と日系人の割合は増加を続け、日本人移民と日系人はハワイ最大の民族集団となった。第二次世界大戦の期間、アメリカ本土の日本人移民と日系アメリカ人がアメリカ政府により強制収容が実施された。ハワイにおいては日系人人口が多く、その全てを収容することが事実上不可能である上、もし日系人を強制収用するとハワイの経済が立ち行かなくなると推測されたことから、アメリカへの帰属心が弱く、しかも影響力が強いと目された、一部の日系人しか強制収容の対象とならなかった。最近ではハワイへの日本人移民が急増している。2022年、日本はEビザ発給数で再び首位となった。

## ストライキ
農奴の如き過酷な労働条件下において、日本人移民は激しく抵抗し、度々ストライキを行った。1900年までのストライキ件数は数百件にのぼり、不当な扱いに対する改善が訴えられたが、こうした行いは当地法において違法とされ、牢獄送りとなっていたため、待遇改善には至らなかった。
1900年（明治33年）のアメリカのハワイ併合後は、1900年基本法により既存の労働契約が全て無効となって過酷な労働条件が緩和されるに至り、ストライキの件数も減少していった。この時期の移民者には、ハワイ大学社会学科に勤めたのち帰国して政府の翻訳家となった甲斐兼蔵がいる。
このような状況の中で1908年、法学者の根来源之が『日布時事』にハワイとアメリカ本土の労働条件の乖離を指摘し、労働者の待遇改善を主張した論文を掲載し、経済界に大論争が始まった。増給論を支持する石井勇吉らにより「増給期成会」が結成され、待遇改善運動が展開された。1909年5月9日、これに呼応した日本人労働者ら7,000人により、アイエア、ワイパフ、カフク、ワイアナエ、エヴァなどのオアフ島各農園で一斉にストライキが実施された。これに対し農園経営者協会（HSPA）は参加者らとその家族に対し受け入れを拒否し、立ち退き命令を出した。この結果5,000人以上のストライキ難民がホノルルなどに溢れ返った。煽動した日本人活動家らは耕地営業妨害罪などで逮捕され、ストライキは失敗に終わったが、200万ドル以上の損失を計上した経営者側も労働環境の見直しを図らざるを得ず、若干の増給が実施された。
しかし、第一次世界大戦などの影響によりインフレ化が進行すると応急処置的な賃上げでは生活が立ち行かなくなり、1920年1月19日には他国出身者もあわせたハワイ史上最大のストライキがオアフ島にて実施され、全農園労働者の約77%がこれに参加した。このストライキでは1万人を超える日本人労働者が農園を退去させられ、その結果、野営していた労働者ら2,500人がインフルエンザに感染し150名が死亡するなど、深刻な被害をもたらした。結果的に5割の賃上げ、労働環境の改善を勝ち取ることができたが、多くは農場を去り、製糖産業における日本人労働者の割合は1902年の70%から19%へ急落した。また、こうした行動は後の排日運動を加速させ、日系人社会への圧力がより強められることとなった。

## 日系社会で使われる「ハワイの日本語」
維新後、新天地を求めて続々とハワイやアメリカに渡っていった移民の中に、広島県出身者が非常に多かった。1886年の日本・ハワイ間の条約に基づく官民移民では、1894年6月まで26回に亘り、日本政府主導で全国から約3万人がハワイに送り出されたが、県別では広島県が約1万人で最も多く、全体の38.2％を占めた。1910年から1932年までに渡った海外移民者の中でも広島出身者は約17％と全国1位、1924年のハワイ在住日本人の出身都道府県別人口統計でも、戦前移民1世116,615人のうち、広島県出身者は最多の30,534人で全体の26.2％を占めた。戦前戦後を通じても109,893人と全国1位だった。ハワイの日系人の多くは、広島出身者の子孫である。ハワイの日系社会は、当初から広島・山口両県の出身者を中心に築き上げられてきた。日本各地から移住した人々の間で激しい方言接触があったとされ、移住先の言語との接触・混交により、継承されながらも変容していったが、広島山口両県出身者がもっとも多数であり、しかも先着者であったため、当然のように広島山口両県の方言がハワイ日系社会の「共通語」的地位を占めるに至ったとされる。あとからハワイへやってきた他の地方の出身者たちは、好むと好まざるとに関わらず、ハワイに到着後は広島・山口方言をハワイ日系社会の共通語として学ぶようになった。なお沖縄県出身者は本土出身者とは別個のコミュニティを形成していたとされる。

## 日本人移民と宗教

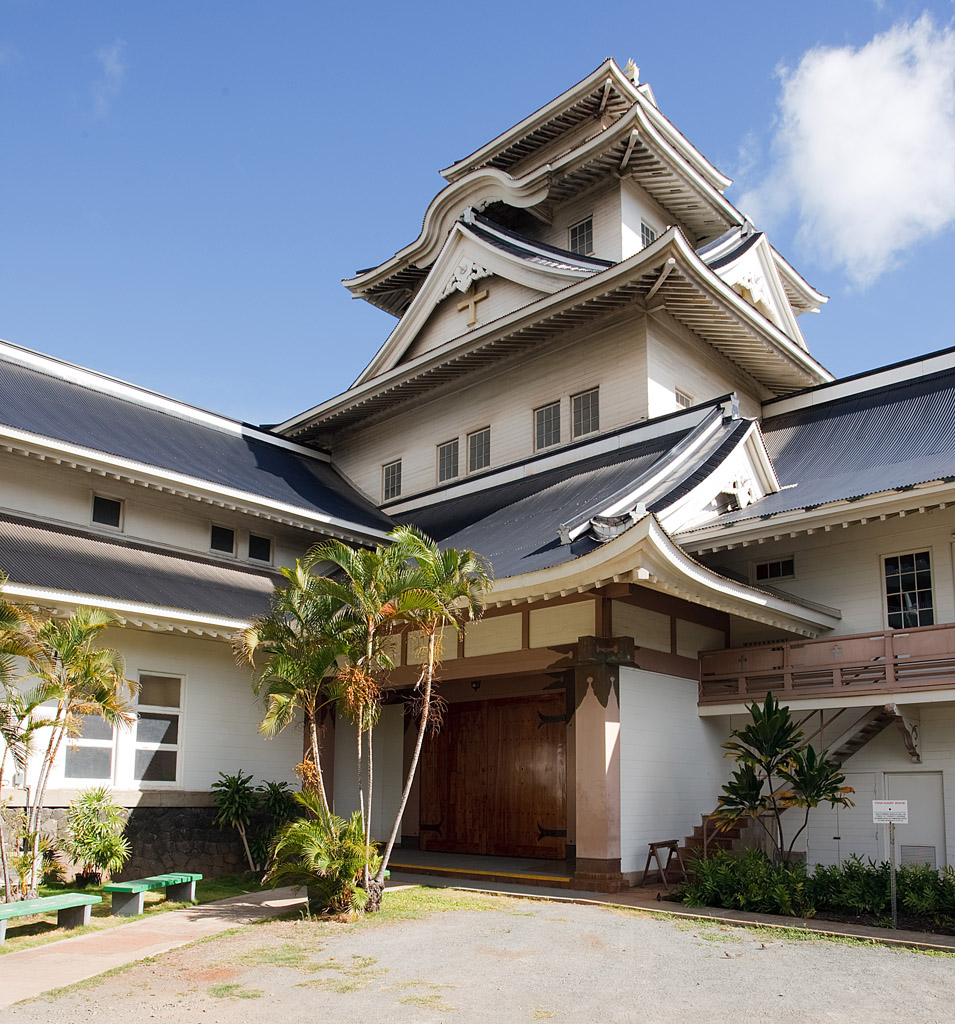
マキキ聖城教会

ハワイでは元来北アメリカ東海岸から来た者たちによって会衆派教会が大きな位置を占めていたが、日本や中国からの移民からも儒教、道教、仏教、神道などが持ち込まれ、特に仏教が栄えた。ハワイにおける仏教は、1889年に浄土真宗の僧侶であった曜日蒼竜が本願寺派の布教を開始したことを嚆矢とする。これは、西日本（広島県、山口県）出身の移民や、沖縄系アメリカ人が多かったことが要因とされている。
こうした宗教は年中行事や冠婚葬祭だけでなく日本語学校、寺子屋、合唱隊、ボーイスカウト、講演会、バザーなど様々な催しの場を提供し、日系社会のコミュニケーションの基礎固めという役割を果たすようになった。